# Super Bowl XLVII

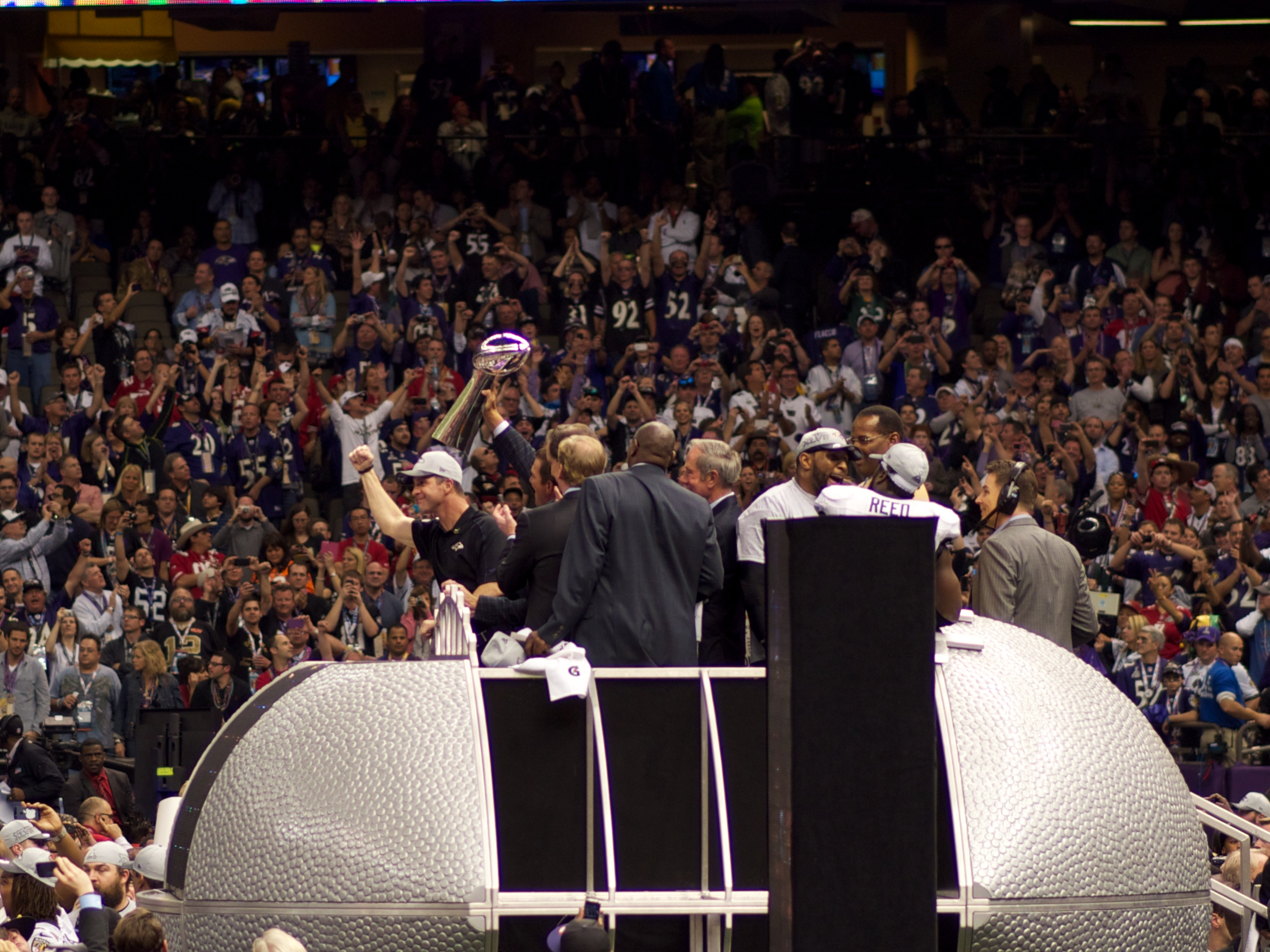
Cerimônia do Troféu Lombardi com os campeões Ravens.

O Super Bowl XLVII foi disputado entre os times San Francisco 49ers (vencedor da NFC) e o Baltimore Ravens (campeão da AFC), e decidiu o campeão da temporada de 2012 da NFL. A partida foi disputada no Mercedes-Benz Superdome, Nova Orleães, Luisiana, em 3 de fevereiro de 2013, e terminou consagrando os Ravens como campeão (o segundo título da franquia). O quarterback de Baltimore, Joe Flacco, foi nomeado o melhor jogador (MVP) das finais.
Apelidado de Harbaugh Bowl, HarBowl, SuperBaugh, e Brother Bowl, este foi o primeiro Super Bowl a figurar dois irmãos treinadores, em times opostos: John Harbaugh, técnico de Baltimore, e Jim Harbaugh, técnico do San Francisco. O primeiro confronto entre os irmãos aconteceu durante um jogo no chamado Thanksgiving Classic, em que os Ravens do irmão John venceram por 16 a 6.
Os Ravens, depois de terminarem a temporada regular de 2012 com 10 vitórias e 6 derrotas, fizeram sua segunda aparição no Super Bowl na história da franquia, sendo que na outra vez que disputaram a final, eles foram campeões no Super Bowl XXXV. O defensor Ray Lewis, que foi MVP daquele jogo em 2001, retornou ao jogo que foi sua última partida como profissional, já que ele declarou que se aposentaria ao término da temporada. Já os 49ers chegaram na partida procurando seu sexto título na era Super Bowl, que faria com que eles empatassem com o Pittsburgh Steelers como o time com maior número de campeonatos conquistados. San Francisco venceu todas as cinco partidas das finais que tinha disputado até então. Eles terminaram o ano com 11 vitórias, 4 derrotas e um empate.
Baltimore dominou o primeiro tempo do jogo, ajudados por três touchdowns lançados pelo quarterback Joe Flacco que deu aos Ravens uma liderança de 21 a 6 antes do intervalo; no começo do terceiro quarto, Baltimore ampliou ainda mais a vantagem quando Jacoby Jones retornou um kickoff de 108 jardas para touchdown. Contudo, um apagão parcial no Superdome interrompeu o jogo por 34 minutos (que deu a partida o apelido de Blackout Bowl). Após o jogo recomeçar, San Francisco começou a reagir, marcando dezessete pontos seguidos no terceiro quarto para cortar a vantagem para 28 a 23 e a situação não melhorou no quarto e último período. O jogo ia se encerrando com o Ravens na liderança no placar por 34 a 29, mas 49ers avançaram até a linha de 7 jardas de Baltimore faltando dois minutos mas falharam na quarta decida e tiveram de devolver a bola. Essa chamada foi polêmica, pois os árbitros não marcaram uma falta que poderia ter dado a San Francisco a chance de tomar a liderança no placar.
Os Ravens levaram então um safety intencional nos momentos finais da partida (para não ter que devolver a bola num campo curto caso fossem para o punt). Flacco, que completou 22 de 33 passes para 287 jardas e três touchdowns, se tornando o quarto quarterback seguido a ser nomeado como MVP do Super Bowl, atrás de Drew Brees no Super Bowl XLIV, Aaron Rodgers no Super Bowl XLV e Eli Manning no Super Bowl XLVI.
O show do intervalo ficou a cargo da cantora pop americana Beyoncé, com a participação do grupo Destiny's Child. Cada inserção de 30 segundos no intervalo comercial deste Super Bowl custou US$ 4 milhões de dólares, a quantia mais alta da história das finais. De acordo com a Nielsen Company, o Super Bowl XLVII foi assistido por 108,69 milhões de pessoas nos Estados Unidos, com um recorde de 164,1 milhões de espectadores nos seis minutos finais do jogo (o que equivale a metade da população total dos Estados Unidos).

## Resumo das pontuações
Primeiro período
- Ravens: Passe de 13 jardas do QB Joe Flacco para TD na recepção do WR Anquan Boldin, 10:36 (extra-point é bom)
- 49ers: David Akers chuta um field goal de 36 jardas, 3:58

Segundo período
- Ravens: Passe de 1 jarda de Flacco para TD na recepção do TE Dennis Pitta, 7:10 (extra-point é bom)
- Ravens: Passe de 56 jardas de Flacco para TD na recepção do WR Jacoby Jones, 1:45 (extra-point é bom)
- 49ers: Akers acerta um field goal de 27 jardas, 00:00

Terceiro período
- Ravens: J. Jones retorna um kickoff de 108 jardas para TD, 14:49 (extra-point é bom)
- 49ers: Passe de 31 jardas do QB Colin Kaepernick para TD na recepção do WR Michael Crabtree, 7:20 (extra-point é bom)
- 49ers: Frank Gore corre para um TD de 6 jardas, 4:59 (extra-point é bom)
- 49ers: Akers acerta um field goal de 21 jardas, 3:10

Quarto período
- Ravens: Justin Tucker acerta um field goal de 19 jardas, 12:54
- 49ers: Kaepernick faz um TD de 15 jardas, 9:57 (conversão de 2 pontos falha)
- Ravens: Justin Tucker acerta um field goal de 38 jardas, 4:19
- 49ers: Sam Koch corre para -8 jardas dentro de sua própria end zone e sofre um safety, 0:04
- Final: Baltimore Ravens 34 x 31 San Francisco 49ers;